# Casa del 34 del Carrer de Sant Joan
La Casa del 34 del Carrer de Sant Joan és un edifici medieval de la vila de Vilafranca de Conflent, de la comarca d'aquest nom, a la Catalunya del Nord. És una obra inventariada com a monument històric.
Com el seu nom indica, és en el número 34 del carrer de Sant Joan, en el sector central de la vila. Li correspon la parcel·la cadastral 133.
És un edifici del segle xvi. La part antiga són els dos pisos inferiors, mentre que el pis superior és remodelat. Les finestres del primer pis també han estat modificades. A dins hi ha una gran sala dividida per arcs trencats. La façana té una amplada de 7,29 m; la casa és construïda amb aparell regular. A la planta baixa hi ha a llevant un arc ogival, d'una amplada d'1,90 m, amb arestes vives, un arc segmental al costat de ponent, amb arestes aixamfranades de 56 mm i una amplada de 2,61 m. Les dues portes tenen dovelles extradossades, sense clau d'arc.